# Bourdon, Somme
Bourdon är en kommun i departementet Somme i regionen Hauts-de-France i norra Frankrike. Kommunen ligger i kantonen Picquigny som tillhör arrondissementet Amiens. År 2022 hade Bourdon 374 invånare.

## Befolkningsutveckling
Antalet invånare i kommunen Bourdon
| Referens: INSEE |